# Heptapterus exilis
Heptapterus exilis es una especie de pez siluriforme de agua dulce de la familia de los heptaptéridos y del género Heptapterus, cuyos integrantes son denominados comúnmente bagres anguilas. Habita en aguas templado-cálidas del nordeste del Cono Sur de Sudamérica.

## Taxonomía
Descripción original
Esta especie fue descrita originalmente en el año 2019 por los ictiólogos Dario Ruben Faustino‐Fuster, Flávio Alicino Bockmann y Luiz Roberto Malabarba.
El conocimiento de la existencia de este pez ya había sido adelantado en la tesis de Dario Faustino Fuster para optar por el Grado de Maestría en biología, denominándola allí: Heptapterus “nva. sp. B”.
Localidad tipo
La localidad tipo referida es: “arroyo Sanga das Tunas (en las coordenadas: 29°21′1″S 54°12′38″O / -29.35028, -54.21056), afluente del río Ibicuí, cuenca inferior del río Uruguay, Quevedos, estado del Río Grande del Sur, Brasil”.
Holotipo
El ejemplar holotipo designado es el catalogado como: UFRGS 22500; se trata de un espécimen adulto el cual midió  64,0 mm de longitud estándar. Fue capturado por R. B. Dala Corte, C. Hartmann, V. Lampert y M. Santos el 12 de marzo de 2014. Se encuentra depositado en la colección de ictiología de la Universidad Federal de Río Grande del Sur (UFRGS), ubicada en la ciudad gaúcha de Porto Alegre.
Etimología
Etimológicamente, el término genérico Heptapterus se construye con palabras del idioma griego, en donde: epta significa 'siete' y pteron es 'aleta'. El epíteto específico exilis viene de una palabra en latín, en donde significa ‘delgado’, haciendo referencia a una característica de la forma de su cuerpo.

## Caracterización
Esta especie está estrechamente relacionada con Heptapterus mustelinus, el cual posee un mayor número de vértebras. Heptapterus exilis pertenece al “grupo de especies Heptapterus mustelinus”.
Morfológicamente, Heptapterus exilis se distingue de sus congéneres por la disposición de los sistemas cefálicos y laterosensoriales del tronco, por el número de vértebras y por el número de radios en las aletas dorsal, anal y pectorales. La confirmación del carácter distintivo de esta  especie fue confirmada por el resultado de análisis filogenéticos de los datos de secuencia del ADN mitocondrial (coI y cytb).
Heptapterus exilis se diferencia de H. mbya, H. qenqo, H. mustelinus y H. carnatus por la presencia de 8 a 19 poros en la línea lateral (contra más de 20), 3 a 4 radios no ramificados en la aleta anal (contra 5 a 7) y 23 a 25 radios en el lóbulo ventral de la aleta caudal (contra 26 a 31).

## Distribución geográfica y hábitat
Heptapterus exilis es una especie exclusiva de la cuenca del río Ibicuí, estado del Río Grande del Sur, en el sector sur de Brasil. Este río es un afluente del tramo inferior del río Uruguay, el cual es parte de la cuenca del Plata, cuyas aguas se vuelcan en el océano Atlántico Sudoccidental por intermedio del Río de la Plata.
Ecorregionalmente este pez constituye un endemismo de la ecorregión de agua dulce Uruguay inferior.